# Hannah Afriyie
Hannah Afriyie (* 21. Dezember 1951) ist eine ehemalige ghanaische Sprinterin.
Bei den Olympischen Spielen 1972 in München erreichte sie über 100 und 200 Meter jeweils das Viertelfinale.
1974 gewann sie bei den British Commonwealth Games in Christchurch Bronze in der 4-mal-100-Meter-Staffel. Über 100 Meter schied sie im Halbfinale und über 200 Meter im Vorlauf aus.
1978 gelang ihr bei den Afrikaspielen in Algier ein Doppelsieg über 100 und 200 Meter. Bei den Commonwealth Games in Edmonton wurde sie Vierte über 100 Meter und Fünfte mit der ghanaischen 4-mal-100-Meter-Stafette; über 200 Meter verzichtete sie im Halbfinale auf einen Start.
Im Jahr darauf holte sie bei den Afrikameisterschaften 1979 in Dakar Gold über 200 Meter und Silber über 100 Meter. Beim Weltcup in Montreal wurde sie Sechste über 200 Meter und Siebte mit der afrikanischen 4-mal-100-Meter-Stafette.
Beim Weltcup 1981 in Rom wurde sie Achte über 200 Meter und Siebte mit der afrikanischen 4-mal-100-Meter-Stafette.

## Persönliche Bestzeiten
- 100 m: 11,47 s, 1978
- 200 m: 23,01 s, 25. Juli 1978, Algier